# Caroline Gibert
Pour les articles homonymes, voir Gibert.
Pour les autres membres de la famille, voir Famille Gibert.
Titre
Princesse consort de Monaco
2 octobre 1841 – 20 juin 1856
(14 ans, 8 mois et 18 jours)
Marie-Louise Charlotte Gabrielle Gibert, dite Caroline Gibert de Lametz, naquit à Coulommiers le 18 juillet 1793 et mourut le 23 novembre 1879 à Monaco. Elle devint princesse consort de Monaco, étant l'épouse du prince Florestan Ier.

## Biographie

### Enfance
Née dans la grande bourgeoisie champenoise, elle était la fille de Charles-Thomas Gibert, homme de loi, et de Françoise-Henriette Legras de Vaubercey (1766-1842), veuve de Louis-Augustin Musnier de Mauroy.
La future princesse passa son enfance à Lametz, au château que son beau-père (le troisième mari de sa mère, épousé en 1798), Antoine Rouyer (dit Rouyer de Lametz, 1762-1836), administrateur de l'école militaire de Saint-Cyr sous l'Empire, avait acquis en 1803. Elle choisit de se prénommer Caroline et adopte le nom d'usage Gibert de Lametz.
Elle avait un frère aîné, né comme elle du deuxième mariage de leur mère, prénommé Henri-Adrien-Charles-Pierre (1792-1880), qui devint colonel du 16e régiment d'infanterie et officier de la Légion d'honneur. Il mourut sans alliance ni descendance.

### Mariage
En mai 1814, Amélie d'Aumont, une fille illégitime de la princesse Louise de Monaco donc demi-sœur du prince Florestan de Monaco, épouse au château de Lametz, Louis Pierre Musnier de Mauroy (créé baron par Louis XVIII en 1817), le demi-frère de Caroline Gibert de Lametz. C'est à cette occasion que Florestan rencontre Caroline. Il a vingt-neuf ans, elle vingt et un. Brune, avec des traits un peu forts, c'est une jeune femme intelligente et bonne. Le 27 novembre 1816, il l'épouse,. Ce mariage est célébré dans l'intimité, car la famille de Monaco y est opposée. Deux enfants naissent de cette union, le prince Charles en 1818, et la princesse Florestine, en 1833.
En 1841, le prince régnant, Honoré V de Monaco (frère de Florestan), meurt sans postérité légitime. Florestan accède de ce fait au trône monégasque sous le nom de règne Florestan Ier.

### La princesse visionnaire
La nouvelle princesse de Monaco est alors l'épouse d'un homme endetté, souverain d'un État qui l'était tout autant. Fine gestionnaire, elle permit au prince de rétablir ses finances grâce à ses talents en matière d'économie. Elle reprit notamment et mena à bien les nombreux procès qui avait grevé la fortune de sa belle-mère, la princesse Louise. De plus, elle dirigea la principauté d'une main de fer car son mari, indécis et peu porté sur la politique, lui laissait toutes les affaires de l'État.
Elle rétablit ainsi les finances de la famille mais celle de la principauté glissait à la ruine. Grâce à la dot de sa belle-fille, la princesse Antoinette de Mérode, elle eut l'idée de créer un casino à Monaco. La fortune fut immédiate et pendant les nombreuses années qui suivirent, le jeu fut pour la principauté, la première source de revenu.
Son fils, le prince Charles III, hérita d'un État prospère.
Caroline mourut à 86 ans, 23 ans après son mari
.

## Noms et titulature
- Mademoiselle Marie-Louise Charlotte Gabrielle Gibert (dite Caroline Gibert de Lametz)
- Comtesse Florestan Grimaldi de Monaco
- Son Altesse Sérénissime la princesse de Monaco (au décès du prince Honoré V)
- Son Altesse Sérénissime la princesse douairière de Monaco (au décès de son mari, Florestan Ier)